# Triumfetta denticulata
Triumfetta denticulata är en malvaväxtart som beskrevs av Robert Brown och George Bentham. Triumfetta denticulata ingår i släktet triumfettor, och familjen malvaväxter. Inga underarter finns listade i Catalogue of Life.